# Borghild Holmsen
Borghild Holmsen   (Ski, 22 d'octubre de 1865 - Bergen, 4 de desembre de 1938) va ser una pianista, crítica musical i compositora noruega.
Borghild Holmsen va néixer a Kråkstad (ara Ski), Akershus, Noruega. Quan tenia 7 anys, la seva família es va establir a Christiania (ara Oslo). Va estudiar piano amb Agathe Backer-Grøndahl i Otto Winter-Hjelm, i va continuar els seus estudis amb Carl Reinecke i Salomon Jadassohn a Leipzig i Albert Becker a Berlín .
Va debutar el 1890 a Christiania, després efectuà una gira com a pianista de concerts a Europa i els Estats Units. Després d'acabar la seva carrera de concert, es va convertir en professora al Conservatori de Música de Bergen, on Harald Sæverud va ser un dels seus alumnes. Va escriure com a crítica musical als diaris, Bergens Aftenblad i Bergens Arbeiderblad.
Les obres seleccionades inclouen:
- Sonata de violí, op. 10
- Barcarolle, Op.1, núm. 1
- Scherzo, Op. 1, núm. 2